# Jack Cosgrove
Jack Cosgrove (nato John R. Cosgrove; Santa Catalina, 9 giugno 1902 – Hermosa Beach, 10 marzo 1965) è stato un effettista statunitense.

## Biografia
Fu candidato cinque volte per l'Oscar ai migliori effetti speciali senza mai vincerlo:
- 1940 per Via col vento (Gone with the Wind)
- 1941 per Rebecca - La prima moglie (Rebecca)
- 1943 per L'idolo delle folle (The Pride of the Yankees)
- 1945 per Da quando te ne andasti (Since You Went Away)
- 1946 per Io ti salverò (Spellbound)

## Filmografia

### Effetti speciali
- Death from a Distance, regia di Frank R. Strayer (1935)
- Il giardino di Allah (The Garden of Allah), regia di Richard Boleslawski (1936)
- Ritorno all'amore (Girl Loves Boy), regia di Kenneth G. Crane (1937)
- È nata una stella (A Star Is Born), regia di William A. Wellman (1937)
- Il prigioniero di Zenda (The Prisoner of Zenda), regia di John Cromwell (1937)
- Nulla sul serio (Nothing Sacred), regia di William A. Wellman (1937)
- Le avventure di Tom Sawyer (The Adventures of Tom Sawyer), regia di Norman Taurog (1938)
- 4 in paradiso (The Young in Heart), regia di Richard Wallace (1938)
- Ritorna l'amore (Made for Each Other), regia di John Cromwell (1938)
- Intermezzo (Intermezzo: A Love Story), regia di Gregory Ratoff (1939)
- Rebecca - La prima moglie (Rebecca), regia di Alfred Hitchcock (1940)
- Al di là del domani (Beyond Tomorrow), regia di A. Edward Sutherland (1940)
- Così finisce la nostra notte (So Ends Our Night), regia di John Cromwell (1941)
- Arriva John Doe! (Meet John Doe), regia di Frank Capra (1941)
- Convoglio verso l'ignoto (Action in the North Atlantic), regia di Lloyd Bacon (1943)
- Il giuramento dei forzati (Passage to Marseille), regia di Michael Curtiz (1944)
- Da quando te ne andasti (Since You Went Away), regia di John Cromwell (1944)
- Al tuo ritorno (I'll Be Seeing You), regia di William Dieterle (1944) - non accreditato
- Io ti salverò (Spellbound), regia di Alfred Hitchcock (1945)
- Stirpe maledetta (The Restless Breed), regia di Allan Dwan (1957)
- La ragazza dal bikini rosa (September Storm), regia di Byron Haskin (1960)

### Effetti visivi
- The Black Cat, regia di Edgar G. Ulmer (1934) - non accreditato
- La moglie di Frankenstein (Bride of Frankenstein), regia di James Whale (1935) - non accreditato
- Il mistero della camera nera (The Black Room), regia di Roy William Neill (1935) - non accreditato
- All'est di Giava (East of Java), regia di George Melford (1935) - non accreditato
- Il raggio invisibile (The Invisible Ray), regia di Lambert Hillyer (1936) - non accreditato
- Lord Fauntleroy (Little Lord Fauntleroy), regia di John Cromwell (1936) - non accreditato
- L'usurpatore (Tower of London), regia di Rowland V. Lee (1939) - non accreditato
- Via col vento (Gone with the Wind), regia di Victor Fleming (1939)
- La nostra città (Our Town), regia di Sam Wood (1940)
- A sud di Pago Pago (South of Pago Pago), regia di Alfred E. Green (1940)
- Kit carson la grande cavalcata (Kit Carson), regia di George B. Seitz (1940)
- Il grande dittatore (The Great Dictator), regia di Charlie Chaplin (1940) - non accreditato
- Power Dive, regia di James P. Hogan (1941)
- L'idolo delle folle (The Pride of the Yankees), regia di Sam Wood (1942)
- This Is the Army, regia di Michael Curtiz (1943) - non accreditato
- Al tuo ritorno (I'll Be Seeing You), regia di William Dieterle (1944) - non accreditato
- Duello al sole (Duel in the Sun), regia di King Vidor (1946) - non accreditato
- Giovanna d'Arco (Joan of Arc), regia di Victor Fleming (1948)
- I cavalieri del Nord Ovest (She Wore a Yellow Ribbon), regia di John Ford (1950) - non accreditato
- A sud rullano i tamburi (Drums in the Deep South), regia di William Cameron Menzies (1951)
- Volo su Marte (Flight to Mars), regia di Lesley Selander (1951)
- Gli ammutinati dell'Atlantico (Mutiny), regia di Edward Dmytryk (1952)
- Gli invasori spaziali (Invaders from Mars), regia di William Cameron Menzies (1953) - non accreditato
- Il gigante (Giant), regia di George Stevens (1956) - non accreditato
- Il pianeta dove l'inferno è verde (Monster from Green Hell), regia di Kenneth G. Crane (1957) - non accreditato
- La regina di Venere (Queen of Outer Space), regia di Edward Bernds (1958) - non accreditato